# Торизмунд
Торизмунд (лат. Thorismund; пом. близько 400) — король остготів, що правив на початку 400.
Був сином короля Гунімунда, онуком короля остготів Германаріха. Гунімунд описується як «витязь великий вроди надзвичайної», після його смерті трон успадкував молодший син Торизмунд, що на другий рік свого правління (близько 400) переміг сусідні племена гепідів (які можливо, знаходились на службі у гунів).
Проте незабаром Торизмунд загинув внаслідок падіння з коня. Після нього королем остготів став Вандалар.